# 国家灾害响应部队
国家灾害响应部队( National Disaster Response Force，NDRF ) 是印度的一支負責災害救援的部队，該部隊依據2005年灾害管理法而成立。 :section 44–45 国家灾害响应部队由国家灾害管理局負責管理。 